# Orchimont
Orchimont (en wallon Orcîmont) est une section et un village de la commune belge de Vresse-sur-Semois située en Région wallonne dans la province de Namur.
Orchimont était une commune à part entière avant la fusion des communes de 1977.

## Évolution démographique
- Source: DGS, 1831 à 1970=recensements population, 1976= habitants au 31 décembre

## Histoire
Le village s'étage en pente douce sur un promontoire escarpé. À ses pieds, deux ruisseaux, celui d'Orchimont et celui de Bellefontaine, réunissent leurs eaux.

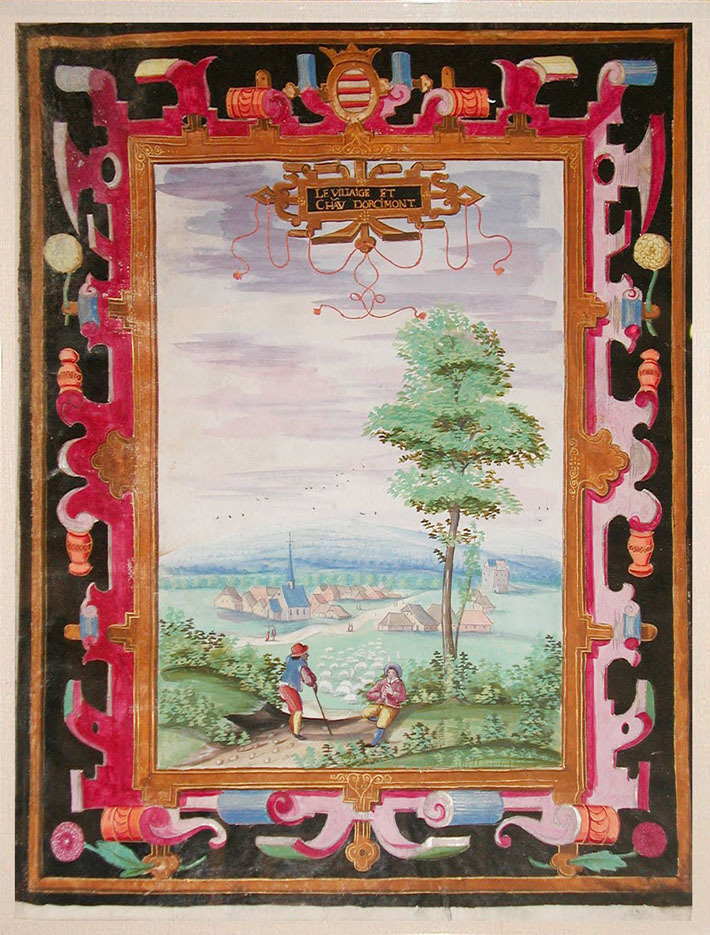
Illustration de l'album de Croÿ.

Rien dans ce rustique village, paisible et retiré, ne laisse soupçonner son tumultueux passé : jadis capitale de la Basse-Semois, puis chef-lieu de canton au début de la période française, Orchimont (étymologiquement Mont-des-Ours) possédait au Moyen Âge le statut de ville, entourée de remparts et défendue par un château fort. Juché au bord d'une vertigineuse muraille rocheuse, ce véritable nid d'aigle passait pour imprenable. Mais en 1635, l'armée de Louis XIII, forte de 35 000 hommes, pénètre dans les Pays-Bas espagnols ; prise d'assaut, la place d'Orchimont tombe le 11 mai ; le château, livré au pillage et brûlé, ne s'en relèvera plus. Il n'en demeure que de maigres vestiges car en 1878, la construction de la route acheva de ravager ce site historique ; un pittoresque calvaire sous auvent marque encore l'emplacement du puits.

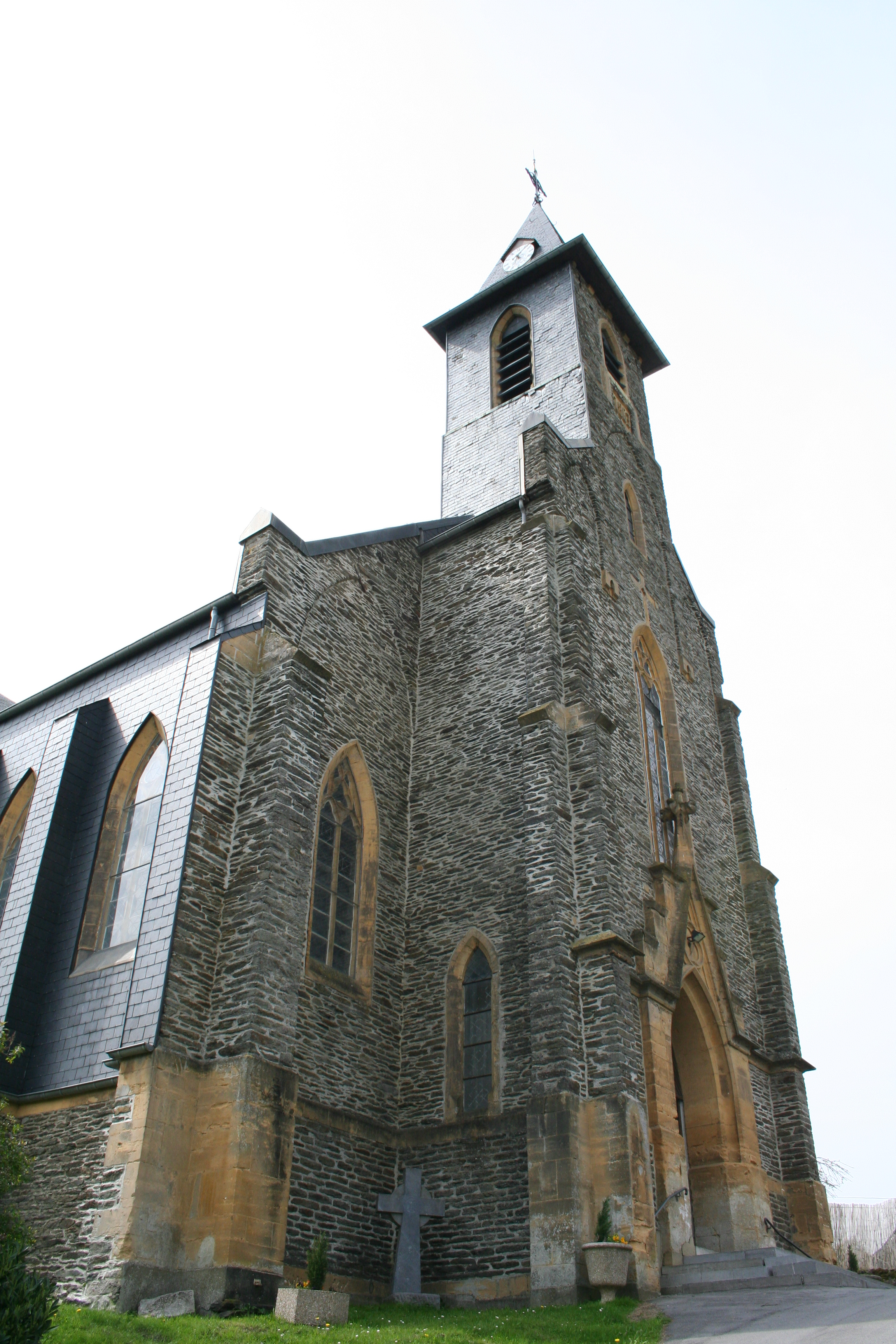
L'église Saint-Martin.

Au pied du Mont, non loin de l'abri qui marque le point d'arrêt de l'ancien chemin de fer vicinal joignant Gedinne à Vresse-sur-Semois, un joli petit pont de pierre à deux arches franchit le ruisseau : c'est le vieux pont de Cérivaux. Le long de la route sinueuse qui mène au plateau de Conrad, se dresse la chapelle du Flachis, érigée en souvenir d'un maquisard flamand qui trouva la mort à cet endroit le 2 septembre 1944. Une plaque y rappelle les noms de tous les soldats de l'Armée secrète tombés au champ d'honneur dans le maquis d'Orchimont. Leurs anciens compagnons d'armes se réunissent ici tous les ans vers la fin du mois d'août pour une brève cérémonie du souvenir. Cette chapelle est le monument le plus émouvant et le plus saisissant élevé à la mémoire des Combattants de l'Ombre et de l'esprit chevaleresque qui les animait au cœur de la profonde forêt d'Ardenne.

## Héraldique
|  | Le blason de la commune d'Orchimont (fusionnée avec d'autres communes en 1977) était issu des armoiries des seigneurs d'Orchimont qui ont possédé le village et ses alentours durant plusieurs siècles. Blasonnement : De sable à la bande coticée d'argent. - Arrêté royal : 21 janvier 1957 |

## Patrimoine et culture

### Patrimoine architectural
Le plan de la localité, aujourd'hui envahie de secondes résidences, est toujours révélateur d'une ancienne bourgade médiévale. En flânant le long des remparts disparus, on se rend aisément compte de l'importance stratégique de l'endroit, cerné de ravins à pic. Le « burg » d'Orchimont n'était pratiquement accessible que par le nord. L'intérieur de l'église (1863), néogothique, où dominent les tons blanc et bleu, avec de beaux vitraux modernes, diffuse une rare impression de mystère et de recueillement.

## Économie

### Tourisme
De nombreux sentiers balisés ménagent de superbes vues sur le village ; d'autres promenades pédestres sillonnent la campagne environnante comme celle de la Roche l'Ermite ou celle qui mène à l'impressionnant mégalithe de la Roche Campa, via la Barrière de Mointerne, hameau de Nafraiture sur la route de Charleville surnommé « Ici la France » en raison de la toute proximité de la frontière.